# Calle Placentines

La calle Placentines es una vía pública de la ciudad española de Sevilla.

## Descripción

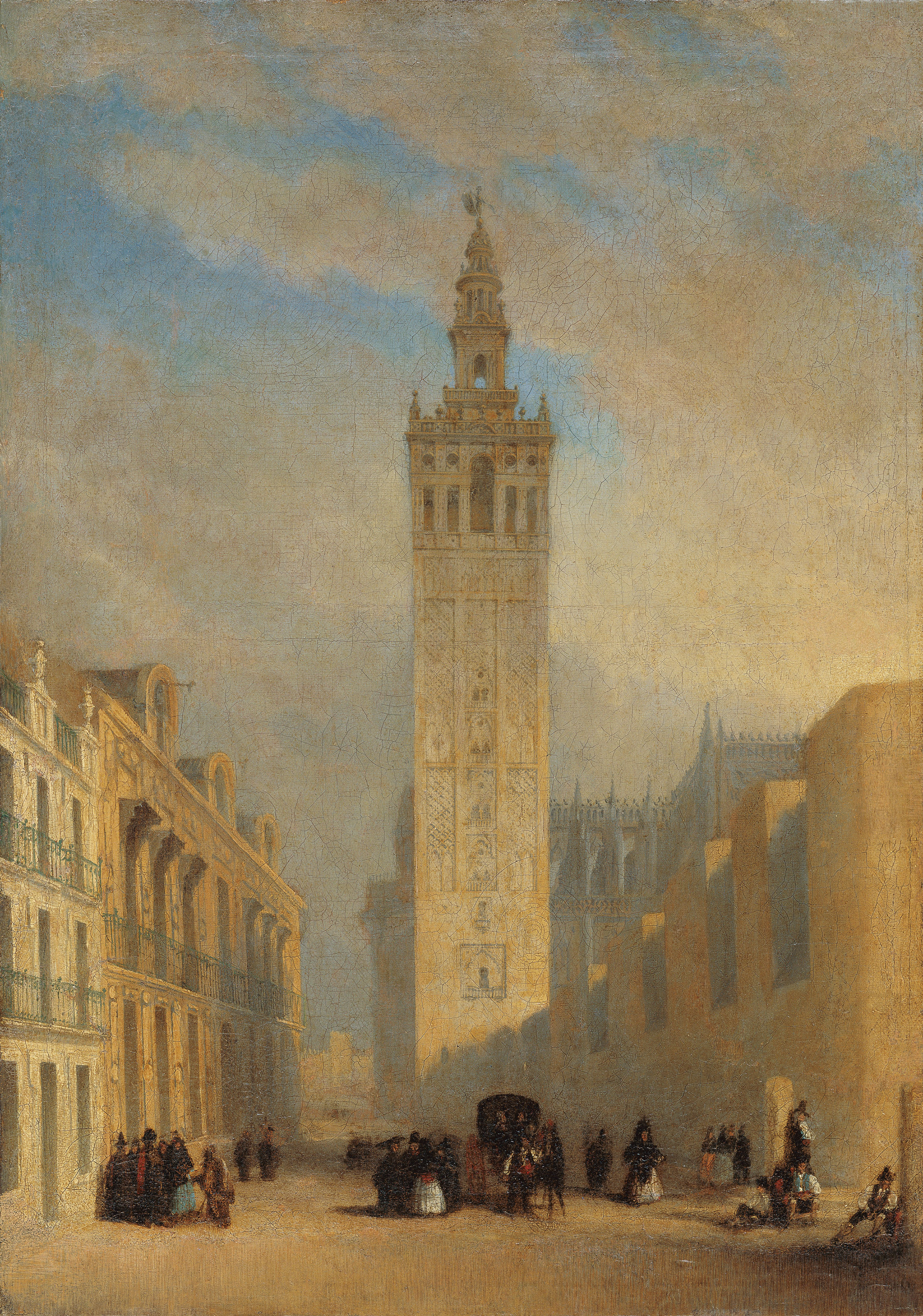
La Giralda desde Placentines, obra del pintor sevillano José Domínguez Bécquer

La vía nace de una bifurcación de la calle Francos que da lugar a esta y a Conteros y discurre luego hasta llegar a la confluencia de Alemanes con Cardenal Carlos Amigo. Se refiere con el título a los naturales de la provincia de Palencia, pues se les dio hogar en el lugar a algunos soldados procedentes de allá. Aparece descrita en la Noticia histórica del origen de los nombres de las calles de esta ciudad de Sevilla (1839) de Félix González de León con las siguientes palabras:

Calle Placentines. Corresponde á la misma parroquia que la anterior, y es divisoria de los cuarteles A. B. Tomó este nombre porque en ella les dió repartimiento san Fernando á los naturales de esta provincia que lo acompañaron en la conquista. Nada tiene de particular: en una de sus esquinas hay un pequeño retablo en alto, dedicado á nuestra señora de los Reyes. Es una de las de la estacion de la procesion general del Corpus, y cofradias de semana santa. Es estrecha y pasa desde la plaza del Silencio, á las gradas del levante de la Catedral.
(González de León, 1839b, pp. 398-399)